# Tiwad

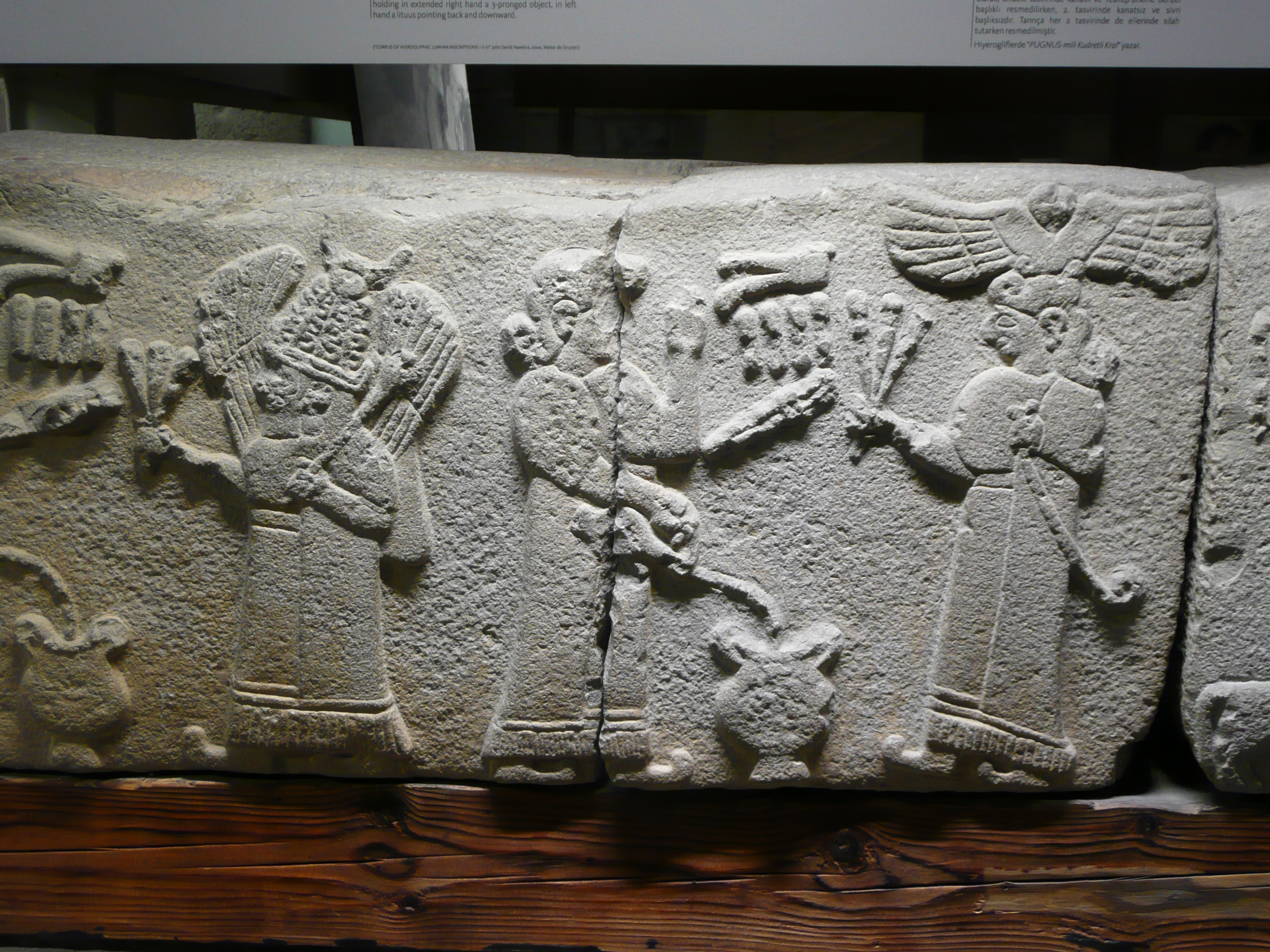
Trankopfer an den Sonnengott Tiwad (rechts, mit Flügelsonne) und den Mondgott Arma (links mit Mondsichel). Relief aus Arslantepe.

Tiwad (Stammform, im Nominativ: Tiwaz) war der luwische Sonnengott. Er gehörte zu den luwischen Hauptgottheiten.

## Name
Der Name des protoanatolischen Sonnengottes kann als *Diuod- rekonstruiert werden und ist eine Erweiterung zur indoeuropäischen Wurzel *dei- „scheinen, leuchten“. Während der palaische Tiyat und der luwische Tiwad die Funktion als Sonnengott beibehielten und eine prominente Rolle im Pantheon einnahmen, verblasste der hethitische Šiwat neben der Sonnengöttin von Arinna zu einem Gott des Tages, speziell des Todestages.
Im Keilschriftluwischen der Bronzezeit lautete sein Name Tiwad-. Er konnte auch mit dem Sumerogramm dUTU („Gott Sonne“) geschrieben werden. Im Hierglyphenluwischen der Eisenzeit wurde er als Tiwad- oder mit dem Ideogramm (DEUS) SOL („Gott Sonne“) geschrieben.
Der Göttername erscheint eher selten in Personennamen. Der älteste Beleg stammt aus dem 19. Jahrhundert v. Chr. in Kültepe als Tiwatia. Der hieroglyphenluwische Name Azza-Tiwada („Geliebt von Tiwad“) lebte im pamphylischen Ortsnamen Aspendos weiter; die Einheimischen nannten den Ort nach Ausweis der Münzen Estwedi- (ΕΣΤϜΕΔΙΙΥ). Im Gegensatz zu anderen luwischen Götternamen erscheint der Sonnengott nicht mehr in hellenistisch-südanatolischen Personennamen. Lediglich der lykische Frauenname Tewidarma (Τευδιαρμα; „Sonnenmond“) ist bekannt. Auch das lydische Patronym Tiwdalis muss aus dem Luwischen stammen.
Zudem erscheint er im hethitischen Bergnamen ḪUR.SAGTiwatašša, der im südwestlichen Anatolien zu lokalisieren ist.

## Funktion
Tiwad war der aus dem Indoeuropäischen ererbte männliche Sonnengott, während die Hethiter diesen durch die hattische Sonnengöttin von Arinna ersetzten.
Tiwad wird in der Bronzezeit mehrmals Vater genannt (kluw. tādi Tiwad) und einmal wird der „große Tiwad“ (kluw. urazza- dUTU-az) zusammen mit den Vätergöttern angerufen (kluw. tādinzi maššaninzi).
Sein bronzezeitlicher Beiname Tiwad des Eides (kluw. ḫirutalla- dUTU-ad-) weist ihn als Eidgott aus. Dieser erhielt Schafopfer, rohes Fleisch und Brot. Vom Namen des Sonnengottes wird auch das luwische Verb tiwadani- „verfluchen“ abgeleitet.
Nach hethitischen Zeugnissen waren Tiwad und Kamrušipa die Eltern des Schutzgottes von Tauriša. Wie Kamrušipa ist auch Tiwad enger mit Schafen verbunden. Die Gottheit Ḫapantali, die zusammen mit Kamrušipa in Reinigungsritualen agiert, hütet im Telipinumythos seine Schafe. Zu seinem Gefolge gehören auch die Ilaliyanteš-Gottheiten, welche meist in schlechten Situationen auftauchen.

## Sonnengottheit der Erde
In der hethitischen und hurritischen Religion nahm die Sonnengöttin der Erde eine wichtige Stelle im Totenkult ein, und sie wurde als Herrin der Totenwelt betrachtet. Für die Luwier gibt es ein Zeugnis aus der Bronzezeit, das die Sonnengottheit der Erde (kluw. tiyamašši- dU-za) nennt: „Wenn er lebt, soll Tiwad ihn erlösen, ist er tot, soll ihn die Sonnengottheit der Erde erlösen.“ (Keilschrifttexte aus Boghazköi, 35.48 ii 19.23).

## Darstellung
Es sind keine bronzezeitlichen Darstellungen des luwischen Sonnengottes bekannt. Aus der Eisenzeit stammen zwei Reliefs, die Tiwad jeweils zusammen mit dem Mondgott Arma abbilden. Erkennbar ist er an der Flügelsonne über seinem Haupt. Das Bildnis aus Arslantepe ähnelt deutlich der Darstellung des Sonnengottes vom hethitischen Heiligtum Yazılıkaya.